# Liga de Prizren

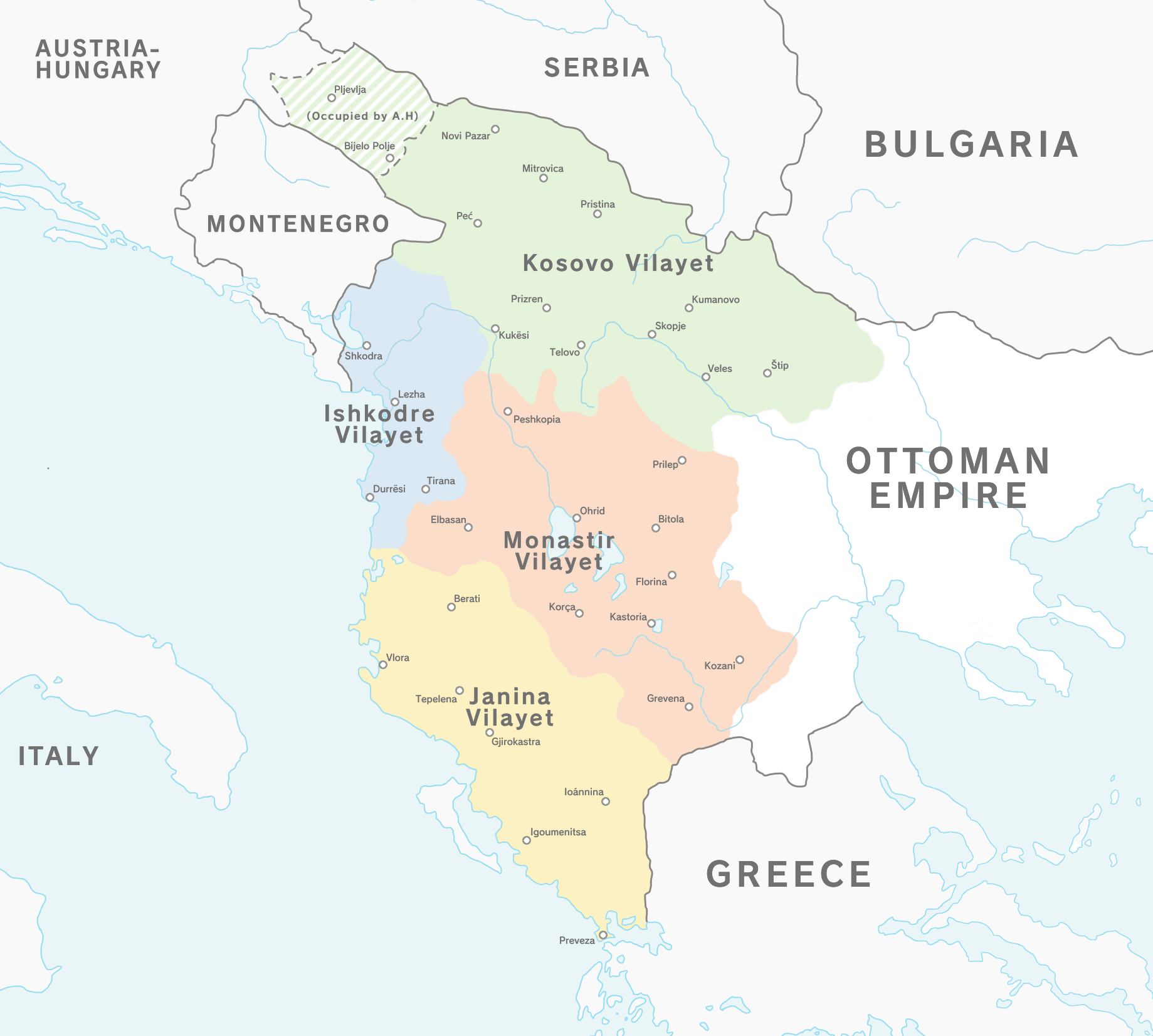
Os quatro vilaietes otomanos claramente divididos (em vermelho: vilaiete de Iscodra, Ianina, Monastir e Cossovo conforme proposto pela Liga de Prizren para autonomia total).

A Liga de Prizren (em albanês: Besëlidhja e Prizrenit), oficialmente a Liga para a Defesa dos Direitos da Nação Albanesa (em albanês: Lidhja për mbrojtjen e të drejtave te kombit Shqiptar), foi uma organização política albanesa fundada oficialmente em 10 de junho de 1878 na cidade velha de Prizren no Vilaiete do Cossovo do Império Otomano. Foi suprimida em abril de 1881.
Os Tratados de San Stefano e Berlim atribuíram áreas habitadas por albaneses a outros estados. A incapacidade da Porta de proteger os interesses de uma região que era 70% muçulmana e em grande parte leal forçou os líderes albaneses a organizar sua própria defesa e a considerar a criação de uma administração autônoma, como a Sérvia e os outros principados do Danúbio haviam desfrutado antes de sua independência.
A liga foi estabelecida em uma reunião de 47 beis otomanos. A posição inicial da liga foi apresentada no documento conhecido como Kararname. Com esse documento, os líderes albaneses enfatizaram sua intenção de estabelecer autonomia dentro do Império Otomano, apoiando a Porta e "lutar em armas para defender a totalidade dos territórios da Albânia". O documento nada dizia explicitamente sobre reformas, escolas, autonomia ou a união da população albanesa dentro de um vilaiete, mas sob a influência de Abdyl Frashëri, essa posição inicial mudou radicalmente e resultou em demandas por um estado albanês independente e guerra aberta contra os otomanos.